# Ню Квансен
Ню Квансен, другие варианты — Ню Кван Сен, Ню Гван Сен (1886 год, провинция Северный Хамгён, Корея — дата смерти неизвестна) — колхозник колхоза имени Сталина Вазирского сельсовета Гурленского района Хорезмской области, Узбекская ССР. Герой Социалистического Труда (1950).

## Биография
Родился в 1886 году в крестьянской семье в одном из сельских населённых пунктов провинции Северный Хамгён, Корея. В начале XX века эмигрировал в Приморскую область Российской империи. В 1937 году депортирован на спецпоселение в Узбекскую ССР. Трудился рядовым колхозником в колхозе имени Сталина Гурленского района.
В 1949 году собрал в среднем по 80,2 центнеров риса с каждого гектара на участке площадью 5 гектаров. Указом Президиума Верховного Совета СССР от 13 июня 1950 года «за получение высоких урожаев риса, хлопка и зеленцового стебля кенафа на поливных землях при выполнении колхозом обязательных поставок и контрактации по всем видам сельскохозяйственной продукции, натуроплаты за работу МТС в 1949 году и обеспеченности семенами всех культур в размере полной потребности для весеннего сева 1950 года» удостоен звания Героя Социалистического Труда с вручением ордена Ленина и золотой медали «Серп и Молот».
Проживал в поселке Майском КБАССР, скончался в конце 60-х годов. Похоронен на старом кладбище г. Майский.
Награды
- Герой Социалистического Труда
- Орден Ленина
- Медаль «За доблестный труд в Великой Отечественной войне 1941—1945 гг.»
- Медаль «За трудовое отличие» (1952)